# Ulster Protestant Action
L'Ulster Protestant Action (UPA) est un groupe protestant loyaliste d'Irlande du Nord, fondé en 1956 et refondé en parti politique en 1966, sous l'intitulé de Parti unioniste protestant.

## Histoire
Le groupe est fondé lors d'une réunion du Parti unioniste d'Ulster (UUP) à son siège de Glengall Street, Belfast, en 1956. Un certain nombre des personnes présentes à cette réunion deviennent des personnalités politiques unionistes ou loyalistes dans les décennies suivantes, notamment Ian Paisley et Desmond Boal. Une autre personnalité, Norman Porter, député au parlement britannique, est présent, mais ne donne pas suite.
La réunion a pour objet l'organisation de la défense des quartiers protestants de la province contre d'éventuelles attaques de l'IRA, sur le modèle d'une ancienne association unioniste, l'Ulster Protestant Association, créée lors de la partition de l'Irlande en 1920, et qui avait à l'époque organisé des actions de commandos dans les quartiers catholiques de Belfast. Cette réunion fait suite aux élections générales britanniques de 1955, où le parti nationaliste irlandais Sinn Féin avait obtenu 150 000 voix. 
La nouvelle organisation prend le nom d'Ulster Protestant Action et se consacre, durant la première année de son existence, à évoquer la mise en place de patrouilles d'autodéfense, d'éventuelles barricades dans les rues, et à établir des listes de membres supposés de l'IRA.
Le comité exécutif de l'UPA se compose de John McQuade, Billy Spence, Charles McCullough, Richard Fenton, Frank Millar, Sammy Verner, Herbert Ditty, Bob Newman et Noel Doherty, tandis que Ian Paisley en est membre de droit.
Le mouvement continue d'exister, malgré l'absence de menaces républicaines à Belfast, puisque l'IRA concentre ses actions de commandos sur les zones frontières avec la république d'Irlande. L'organisation crée des comités dans certaines usines et entreprises, notamment une section directement dirigée par Paisley à Belfast, dans le secteur de Ravenhill. 
L'UPA se recentre progressivement sur la défense des intérêts protestants, en revendiquant pour ceux-ci un traitement préférentiel en matière d'emploi et de logement.
Bien que le groupe se soit initialement créé en opposition aux professionnels de la politique, qui avaient interdiction d'y adhérer, l'UPA soutient la candidature de l'ancien conseiller municipal de Belfast et surintendant des missions évangéliques indépendantes, Albert Duff, contre le candidat unioniste Brian Maginess investi à Iveagh lors des élections générales britanniques de 1958. Brian Maginess est perçu par le groupe comme favorable aux revendications catholiques : il avait notamment interdit une parade de l'Ordre d'Orange en 1952. Le candidat soutenu par l'UPA n'est pas élu, mais il obtient 41,5% des suffrages. Duff et Charles McCullough obtiennent un siège au conseil municipal de Belfast en mai 1958, tandis qu'en 1960, Boal remporte la circonscription de Shankill au parlement de Stormont, contre le candidat officiel du parti unioniste d'Ulster.
Ian Paisley prend le contrôle de l'UPA et ses premières condamnations pour des infractions à l'ordre public datent de cette période. En juin 1959, une émeute se produit à Shankill Road, dans le quartier loyaliste de Belfast, à la suite d'un rassemblement où Paisley avait prononcé un discours. Sa décision de créer un parti politique unioniste protestant provoque des tensions au sein du mouvement, aussi les partisans de Paisley forment-ils leur propre section au sein du mouvement, renforçant ainsi leur contrôle sur l'UPA.
Dans les années 1960, Paisley et l'UPA font campagne contre la politique de rapprochement avec la république d'Irlande initiée par le Premier Ministre d'Irlande du Nord Terence O'Neill, et ses rencontres avec le Premier ministre de la république d'Irlande, Seán Lemass, ancien membre de l'IRA qui avait participé à l'Insurrection de Pâques 1916. L'UPA s'oppose aux projets d'O'Neill en ce qui concerne l'octroi de droits civiques aux membres de minorité catholique de la province nord-irlandaise, en particulier en ce qui concerne le découpage des circonscriptions électorales pour les élections locales. L'exigence de l'UPA que  la police procède au retrait du drapeau de l'Irlande, hissé devant les bureaux du Sinn Féin à Belfast, provoque deux jours d'émeutes. À la suite de ces émeutes, Duff et James McCarroll sont élus au conseil municipal de Belfast pour l'UPA. En 1966, le groupe est dissous en tant que mouvement et est refondé en tant que Parti unioniste protestant.